# NGC 2649
NGC 2649 ist eine Balken-Spiralgalaxie vom Hubble-Typ SBbc im Sternbild Luchs am Nordsternhimmel. Sie ist schätzungsweise 188 Millionen Lichtjahre von der Milchstraße entfernt und hat einen Durchmesser von etwa 85.000 Lichtjahren.
Das Objekt wurde am 5. Februar 1788 von Wilhelm Herschel entdeckt.